# Connecticut General Assembly

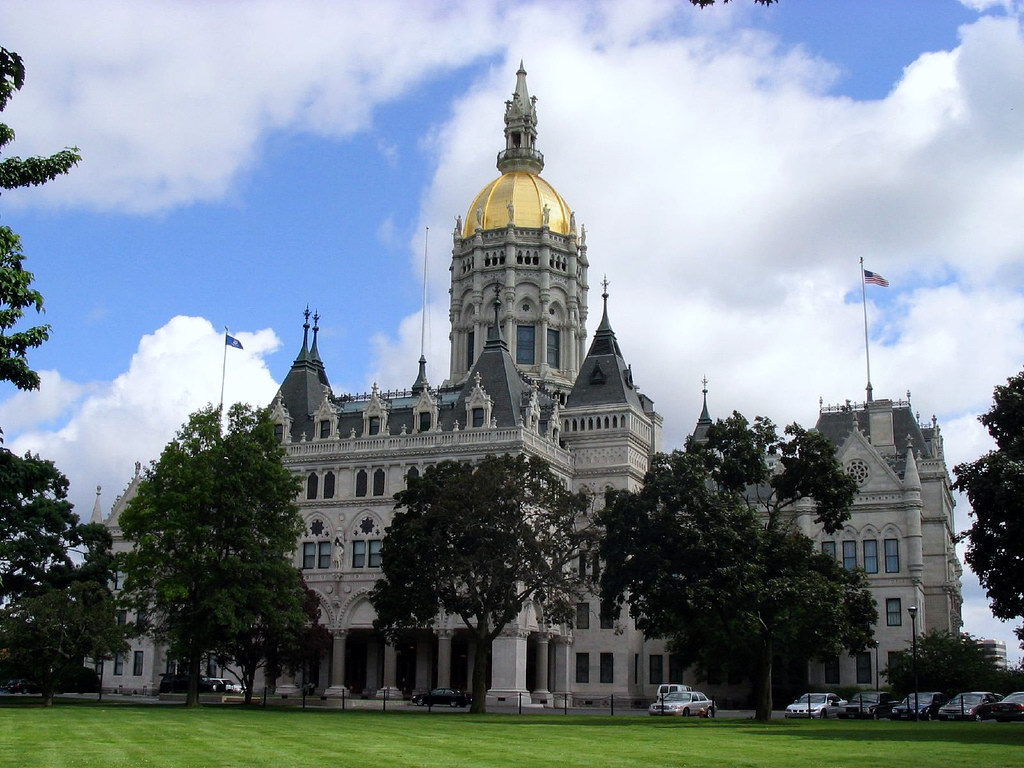
Die General Assembly tagt im Connecticut State Capitol

Die Connecticut General Assembly ist die State Legislature und damit die Legislative des US-Bundesstaats Connecticut geht auf die koloniale Verwaltung zurück und wurde in der heutigen Form durch die staatliche Verfassung von 1818 geschaffen. Sie besteht aus dem Repräsentantenhaus von Connecticut, das als Unterhaus fungiert, sowie dem Senat von Connecticut als Oberhaus. Die State Legislature tagt im Connecticut State Capitol in Hartford, das auch Sitz des Gouverneurs und seines Stellvertreters ist.
Das Repräsentantenhaus besteht aus 151 Mitgliedern, der Senat aus 36. Das Repräsentantenhaus wird für zwei Jahre gewählt. Die Amtszeit der Senatoren beträgt vier Jahre, jeweils die Hälfte des Senats wird gleichzeitig mit dem Repräsentantenhaus gewählt. Der Wahltag fällt mit dem des Bundeskongresses zusammen. In jedem Wahlbezirk werden ein Senator und zwei Mitglieder des Repräsentantenhauses gewählt, für letztere hat jeder Wähler daher zwei Stimmen.
Wählbar für beide Häuser sind Einwohner des entsprechenden Wahlbezirks, die mindestens 21 Jahre alt sind.